# پوشپوک‌مولناری
پوشپوک‌مولناری (به مجاری:  Püspökmolnári) یک شهرداری در مجارستان است که در واش واقع شده‌است. پوشپوک‌مولناری ۱۵٫۱ کیلومتر مربع مساحت و ۹۴۵ نفر جمعیت دارد.